# Diglyphus poppoea
Diglyphus poppoea är en stekelart som beskrevs av Walker 1848. Diglyphus poppoea ingår i släktet Diglyphus och familjen finglanssteklar. Arten är reproducerande i Sverige. Inga underarter finns listade i Catalogue of Life.